# الوراقة (حرفة)
الوراقة، هي حرفة تختص ببيع الورق وأدوات الكتابة، أو الكتب، أو نسخها أو تهذيبها أو تجليدها

## علماء وأدباء احترفوا الوراقة
- أبو الفتوح محمد ابن اسحق النديم، مصنف كتاب الفهرست.
- أبو عبد الله ياقوت بن عبد الله الرومي الحموي، عمل في نسخ الكتب والتجارة فيها.[2]

## كتب عن الوراقين
- ذكر السمعاني في كتابه ( الأنساب) مجموعة من الوراقين.
- خصص خير الله سعيد في كتلبه ( وراقو بغداد في العصر العباسي) بابًا تحت عنوان: ( أعلام الوراقين)
- ذكر جملة من الوراقين الأستاذ عبد الباسط بن يوسف الغريب في كتابه ( الطرفة فيمن نسب من العلماء إلى مهنة أو حرفة).[3]

## أنواع الوراقة القديمة
يشتمل مدلول الوراقة قديما على كل ما يتعلق بصناعة الكتاب وإخراجه بشكله النهائي بدءًا بصنع الورق وبيعه إلى الانتهاء من تجليده، وبالتالي فه يتشتمل على ما يلي:
- صناعة الورق وبيعه
- بيع أدوات الكتابة
- بيع الكتب ونسخها
- تجليد الكتب وتهذيبها

وتعتبر الفروع السابقة حرفًا قائمة بذاتها ولها تخصصاتها المستقلة وأعراف وتقاليد ومشيخة.

## فقه الوراقة وآدابها

### الآداب المشتركة للحرف والصناعات
- تجديد النية في قضاء حاجات الناس.
- وتيسير السبل لها والإعانة عليها.
- عدم المبالغة في رفع الأجور لأنها من الظلم المحرم.
- عدم اتخاذ الحلف والإيمان في سبيل إقناع صاحب الحاجة والترويج للبضاعة.
- عدم الخداع في الحرفة أو الصنعة وكذلك عدم الخداع في البيع بأشكاله كافة.
- الالتزام بتعاليم وآداب الدين الإسلامي في البيع والشراء.[5]

### آداب الوراقة الخاصة
حدد الفقهاء لكل نوع من أنواع الوراقة أحكامًا وآدابًا مستقلة بما يتناسب مع طبيعة العمل في كل حرفة فيها فيما يلي:
- بيع الورق.
- نسخ الكتب.
- نسخ المصحف الشريف.
- التجليد.[6]

## أول معمل للورق في الحجاز
تعددت روايات بداية صناعة الورق في البلاد الإسلامية واختلفت في وقت ظهورها ومنها:
- أنها ظهرت في العصر الأموي بعد أن فتح قتيبة بن مسلم بلاد ما وراء النهرين ونزل على سمر قند عام 94هـ ومما ترتب على الفتح نشوء العلاقات السياسية اأولى بين المسلمين والصين ومن ثم انتقال صناعة الورق إليهم.
- وربما تكون صناعة الورق قد انتقلت إلى سمرقند قبل التاريخ السابق- 94هـ - ؛ لقرب سمرقند من الصين، ومن المحتمل أن العرب تعلموا هذه الصناعة بعد أن فتحت المنطقة على يد المسلمين.
- ومن الروايات أن العباسيين كانوا أول من اتخذ الورق وصناعته وهي بطبيعة الحال رواية ضعيفة إلى حد كبير.

لقد انتقلت صناعة الورق في منتصف القرن الأول الهجري إلى سمرقند، وأن يوسف بن عمرو المكي قد تعلم هذه الصناعة في معاملها ثم قام بنقلها إلى الحجاز، فكان المعمل الذي أسسه في الحجاز أول معمل أسس في البلاد العربية، كماأن المكي أول من صنع الورق من القطن بدلاً من الحريرن بعد ذلك انتقلت صناعة الورق من الحجاز إلى الأندلس فأوروبا.

## أسواق الوراقين في الحجاز قديمًا وحديثًا
- نشأت الوراقة وأسواقها في مكة المكرمة في وقت مبكر من العصور الإسلامية ؛ حيث ورد ذكر سوق الوراقين عند المؤرخين المكيين: الأزرقي، والفاكهي.
- أسواق الوراقين في الحجاز في القرن الرابع عشر الهجري: تميزت مدن الحجاز قبل أن تطالها يد التوسع العمراني بأنها تتزين بالمكتبات والتي كانت بمثابة أسواق الوراقين التي تواجدت حول المساجد والجوامع وأهمها المسجد الحرام فتجمعت المكتبات عند باب السلام، وباب العمرة، وباب إبراهيم وغيرها. كذلك تواجدت المكتبات حول المسجد النبوي، ومسجد عبد الله بن عباس في الطائف، ومسجد عكاشة في جدة.
- مع بداية القرن الخامس عشر الهجري شهدت مدن الحجاز الأربعة ( مكة المكرمة، المدينة المنورة، الطائف، جدة) تطورًا عمرانيًا ملحوظًا ساهم في اتساعها وبالتالي تغيرت مواقع المكتبات وتفرقت. وأصبحت مزاولة حرفة الوراقة بمعنييها القديم والحديث في الوقت الحاضر فرعًا كبيرًا من فروع التجارة.[8]

## الوراقة في الحجاز منذ ظهور الطباعة عام 1300هـ
بعد دخول الطباعة عالم الكتب أصبح لها دور في صناعة الورق حيث أحدثت نقلة وتطور في نشر الكتاب وتزيعه زمنيًا ومكانيًا، كما يسرت عمل الناسخين التقليديين واختصرت عليهم من الوقت والجهد الشيء الكثير. ومع ذلك ظل بعض الناسخون يقومون بنسخ الكتب بشكل تقليدي لذا أصبحت بعض المكتبات تبيع الكتاب المنسوخ على جانب المطبوع، وهذا ما يفسر وجود كميت كبيرة من المخطوطات المنسوخة في مكة المكرمة وغيرها من البلاد الإسلامية حتى منتصف القرن الرابع عشر الهجري.

### أشهر المطابع في الحجاز
- أول مطبعة ظهرت في مكة المكرمة وتسمى المطبعة (الميرية) أو المطبعة (الحكومية) وفي الحكم السعودي سميت بـ ( مطبعة أم القرى، وقد افتتحت عام 1300هـ.
- المطبعة الماجدية في مكة المكرمة ويضاف إلى ذلك أن صاحبها محمد ماجد كردي قد اشترى مطبعة أخرى من جريدة شمس الحقيقة.
- المطبعة السلفية في مكة المكرمة.
- المطبعة العربية في مكة المكرمة.
- المطبعة العلمية في المدينة المنورة.
- مطبعة طيبة الفيحاء في المدينة المنورة.
- مطبعة المدينة المنورة.
- مطبعة الفتح في جدة.
- مطبعة فضل الرحمن الوطنية بجدة.
- شركة مصحف مكة المكرمة، ومن أوائل أعمالها طبع القرآن الكريم ونشره لأول مرة في مكة المكرمة بعد تمام كتابته فيها.[10]

## وصلات خارجية
- الوِرَاقة والوَرّاقون···· ازدهار لاستنساخ أوعية المُثاقفات العامة